# Júlia Fehér
Júlia Fehér (Budapest, 1977, és una traductora hongaresa. La seva primera traducció fou la novel·la Joana E. de Maria Antònia Oliver, publicada per la Fundació Palimpszeszt l'any 2004. La segona obra, la novel·la L'estiu de l'anglès de Carme Riera, està en fase de preparació.
Estudiava sempre de bona gana els idiomes i va obtenir el certificat estatal (nivell llindar) de llengua anglesa quan tenia catorze anys. Durant els anys de l'escola mitjana, estudiava italià i va guanyar el primer premi en la categoria de traduccions de prosa en la Trobada Nacional d'Estudiants de la Llengua Italiana (1992) i també al concurs de la Fundació Deixar Senyal de l'Institut József Attila (1994). L'any 2001 es va llicenciar en Filologia italiana a la Facultat de Filosofia i Lletres de la Universitat Eötvös Loránd. Va obtenir el Certificat internacional de nivell avançat (Generalitat de Catalunya, 2000) gràcies a la beca rebuda a Gironella, a la desena edició de les Jornades Internacionals de Llengua i Cultura Catalanes (1998). A la universitat va fer també un curs de traducció. Kálmán Faluba, el pare de l'ensenyament de català a Hongria, la va introduir a la Fundació Palimpszeszt, que té cura de l'activitat artística i de recerca de joves i ofereix un fòrum de publicació de traduccions de francès antic, francès, llatí, portuguès, català i gallec.